# Resultados do Carnaval de São Paulo em 1987
-Esta página contém os resultados do Carnaval de São Paulo em 1987.

## Escolas de samba

### Grupo 1
Os desfiles do Grupo 1 ocorreram no dia 28 de fevereiro de 1987. Não houve rebaixamento de escolas do Grupo Especial para o Grupo de acesso.
Classificação
| Legenda: Campeã |

| Col. | Escola                 | Enredo                                                     | Pontos |
| ---- | ---------------------- | ---------------------------------------------------------- | ------ |
| 1    | Vai-Vai                | A Volta ao Mundo em 80 Minutos                             | 287,00 |
| 2    | Camisa Verde e Branco  | Barra Funda Estação Primeira                               | 281,00 |
| 3    | Rosas de Ouro          | São Paulo, Seu Povo Sua Gente                              | 281,00 |
| 4    | Mocidade Alegre        | 50 Anos de Comunicação - Moraes Sarmento                   | 270,00 |
| 5    | Unidos do Peruche      | O Rei do Dia Numa Noite de Carnaval - o Sol, a Luz da Vida | 269,00 |
| 6    | Nenê de Vila Matilde   | Pernambuco, Leão do Norte                                  | 263,00 |
| 7    | Colorado do Brás       | Apocalipse Carnaval                                        | 233,00 |
| 8    | Imperador do Ipiranga  | Do Pé no Chão ao Esplendor                                 | 232,00 |
| 9    | Acadêmicos do Tucuruvi | Brasil em Aquarela                                         | 226,00 |
| 10   | Águia de Ouro          | Para Viver um Grande Amor (Vinícius de Moraes)             | 216,00 |

### Grupo 2
Os desfiles do Grupo 2 ocorreram no dia 2 de março de 1987.
Classificação
| Legenda: Campeã Rebaixada |

| Col. | Escola                              | Enredo                                        | Pontos |
| ---- | ----------------------------------- | --------------------------------------------- | ------ |
| 1    | Barroca Zona Sul                    | Asas Para a Liberdade                         | 89,00  |
| 2    | Flor da Vila Dalila                 | O Imortal dos Imortais, "Vinícius de Moraes"  | 84,00  |
| 3    | Passo de Ouro                       | Tributo a Um Rei do Povo                      | 84,00  |
| 4    | Leandro de Itaquera                 | O Nosso Samba Está no Ar                      | 83,00  |
| 5    | Alegria Alegria                     | Um Mundo a Mais                               | 82,00  |
| 6    | Primeira da Aclimação               | De Adão e Eva até agora tudo modificou, será? | 79,00  |
| 7    | União Independente da Vila Prudente | Ecologia... É Três Em Um                      | 76,00  |
| 8    | Primeira do Itaim Paulista          | Dez Anos de Fantasia                          | 71,00  |
| 9    | Imperiais do Real Parque            | Porque a Vida é Um Jogo                       | 69,00  |
| 10   | Pérola Negra                        | Embu, Suas Artes, Suas Lendas                 | 67,00  |

### Grupo 3
Os desfiles do Grupo 1 ocorreram no dia 1º de março de 1987.
Classificação
| Legenda: Campeã Rebaixada/Desclassificada |

| Col. | Escola                     | Enredo                                         | Pontos |
| ---- | -------------------------- | ---------------------------------------------- | ------ |
| 1    | X-9 Paulistana             | Chão de Estrelas                               | 93,00  |
| 2    | Cachoeira Império do Samba | Se Segura Malandro! Ilusão e Ilusões           | 91,00  |
| 3    | Tom Maior                  | De Sambista e de Louco Todo Mundo Tem um Pouco | 91,00  |
| 4    | Prova de Fogo              | O Barato, Marido da Barata                     | 87,00  |
| 5    | Império Lapeano            | Sete Coroas, Sete Reis                         | 85,00  |
| 6    | Levanta Poeira             | Desse Jeito Não Dá                             | 83,00  |
| 7    | Imperial                   | Quilombola                                     | 62,00  |
| 8    | Unidos de Vila Maria       | João e Maria                                   | 61,00  |
| 9    | Lavapés                    | Lavapés, 50 Anos de Glórias                    | 51,00  |
| 10   | Renascença da Lapa         | Sonho Africano                                 | --     |
| 11   | Primeira de Vila Carolina  | Nossa Mãe Preta e a Mãe de Catão, o Jovem      | --     |

### Grupo 4
Os desfiles do Grupo 4 ocorreram no dia 1º de março de 1987.
Classificação
| Legenda: Campeã Rebaixada |

| Col. | Escola                      | Enredo                                  | Pontos |
| ---- | --------------------------- | --------------------------------------- | ------ |
| 1    | Unidos de São Lucas         | Vitória-Régia, a Flor-Mulher            | 94,00  |
| 2    | Raízes de Vila Piauí        | O Canto das três raças                  | 88,00  |
| 3    | Imperatriz da Paulicéia     | A Energia das Cores - Além do Arco-Íris | 82,00  |
| 4    | Império do Cambuci          | Lero-Lero, Se é Moleza eu Também Quero  | 76,00  |
| 5    | Unidos de São Miguel        | Nós e o Velho Chico                     | 76,00  |
| 6    | Morro da Casa Verde         | Apoteose do Samba                       | 75,00  |
| 7    | Acadêmicos do Ipiranga      | O Diabo que te Carregue                 | 70,00  |
| 8    | Corujas de Vila Esperança   | --                                      | 68,00  |
| 9    | Fio de Ouro                 | --                                      | 68,00  |
| 10   | Falcão do Morro Itaquerense | --                                      | 54,00  |

### Vaga aberta
Classificação
| Legenda: Promovida Desclassificada |

| Col. | Escola                              | Enredo                                                                              | Pontos |
| ---- | ----------------------------------- | ----------------------------------------------------------------------------------- | ------ |
| 1    | Os Bambas                           | Criança, Seu Mundo de Sonhos                                                        | 95,00  |
| 2    | Folha Azul dos Marujos              | Sonhava em Ser um Marujo                                                            | 89,00  |
| 3    | Mocidade Independente Sílvio Romero | No Reino dos Orixás                                                                 | 88,00  |
| 4    | Dragões de Vila Alpina              | Xangô na Terra de Yorubá                                                            | 86,00  |
| 5    | Flor da Zona Sul                    | Clara Guerreira                                                                     | 82,00  |
| 6    | Ermelinense                         |                                                                                     | 80,00  |
| 7    | Flor de Maio                        |                                                                                     | 79,00  |
| 8    | Princípe Negro da Cidade Tiradentes |                                                                                     | 77,00  |
| 9    | Flor da Penha                       |                                                                                     | 77,00  |
| 10   | Combinados de Sapopemba             | Henricão - Rei da Folia                                                             | 76,00  |
| 11   | Paraíso do Samba                    | Amantes da Folia                                                                    | 59,00  |
| 12   | Unidos do Jaguaré                   |                                                                                     | 44,00  |
| 13   | Dragões da Independência            | Oh! Meu Brasil                                                                      | 36,00  |
| 14   | Primeira Lá de Casa                 |                                                                                     | -88,00 |
| —    | Acadêmicos do Tatuapé               |                                                                                     | --     |
| —    | Treze de Maio                       |                                                                                     | --     |
| —    | Padre Luiz                          |                                                                                     | --     |
| —    | Estrela de Prata                    |                                                                                     | --     |
| —    | Zambi do Parque Novo Mundo          |                                                                                     | --     |
| —    | Independentes do Jardim Miriam      |                                                                                     | --     |
| —    | Paineiras do Sapopemba              | A Lenda da Criação do Carnaval ou Bastam Apenas Três Dias para o Reinado da Alegria | --     |